# Harrison County (Kentucky)
Harrison County ist ein County im Bundesstaat Kentucky der Vereinigten Staaten. Das U.S. Census Bureau hat bei der Volkszählung 2020 eine Einwohnerzahl von 18.692 ermittelt.
Der Verwaltungssitz (County Seat) ist Cynthiana, das nach den Töchtern Cynthia und Anna von Robert Harrison benannt wurde, dem Stifter des Landes, auf dem man die Stadt errichtete.

## Geographie
Das County liegt im Nordosten von Kentucky, ist im Norden etwa 30 km von Ohio, im Nordwesten etwa 65 km von Indiana entfernt und hat eine Fläche von 803 Quadratkilometern, wovon ein Quadratkilometer Wasserfläche ist. Es grenzt im Uhrzeigersinn an folgende Countys: Pendleton County, Bracken County, Robertson County, Nicholas County, Bourbon County, Scott County und Grant County.

## Geschichte

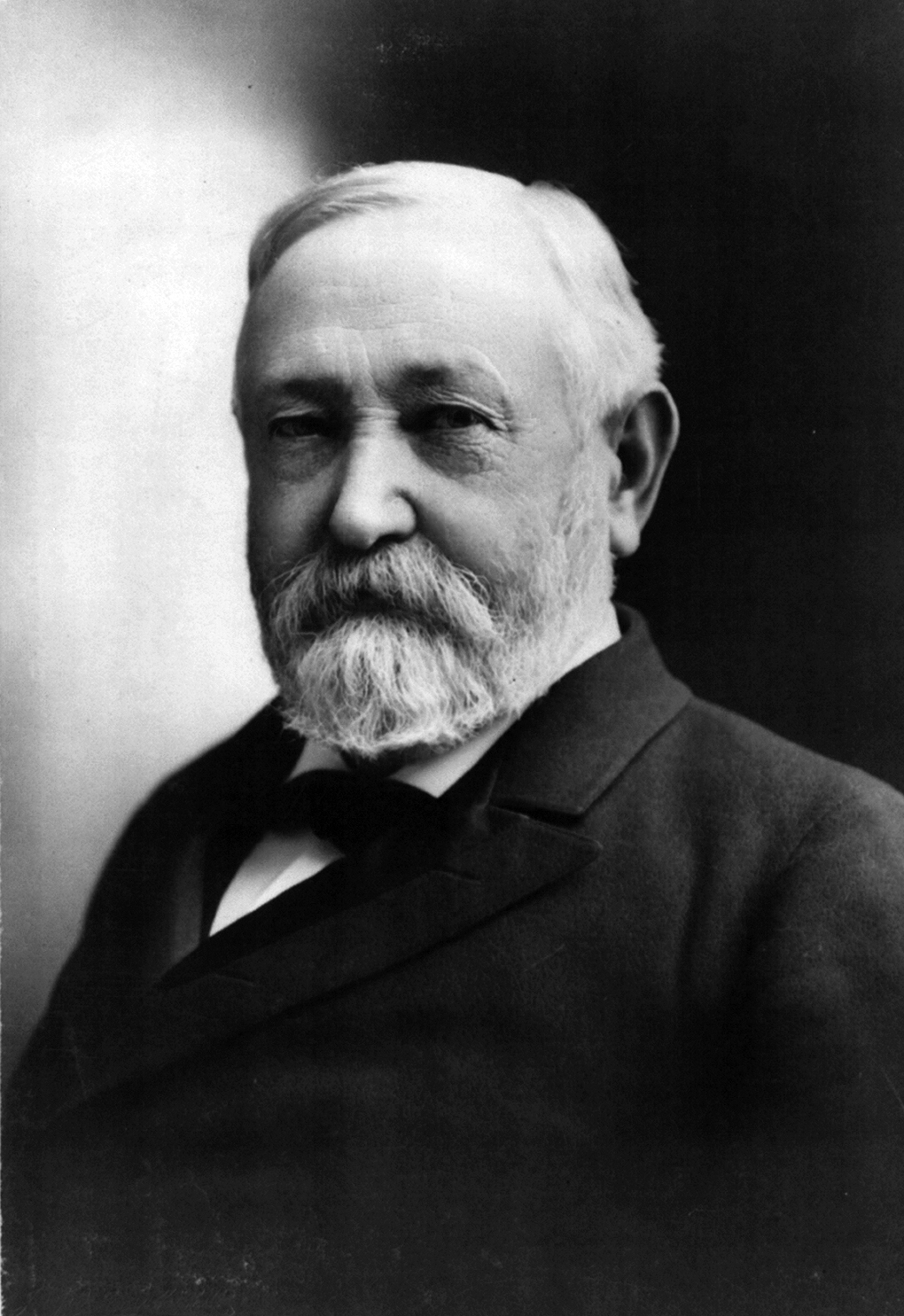
Benjamin Harrison

Harrison County wurde am 21. Dezember 1793 aus Teilen des Bourbon County und des Scott County gebildet. Benannt wurde es nach Colonel Benjamin Harrison, einem frühen Siedler in diesem Gebiet. Am 11. und 12. Juni 1864 fand in der Nähe von Kellar Bridge im Rahmen des Sezessionskriegs eine Schlacht zwischen den Nord- und Südstaaten statt. Auf Seiten der Union waren dies das 168. Ohio Freiwilligen Infanterie-Regiment, die 171. Ohio National Guard und die Kentucky Harrison County Home Guards, die gegen Morgans Division der Konföderierten kämpften. Die Schlacht endete mit einem Sieg der Union, wobei auf beiden Seiten jeweils über 1000 Mann gefallen sind.
Insgesamt sind 25 Bauwerke und Stätten des Countys im National Register of Historic Places eingetragen (Stand 4. Oktober 2017).

## Demografische Daten

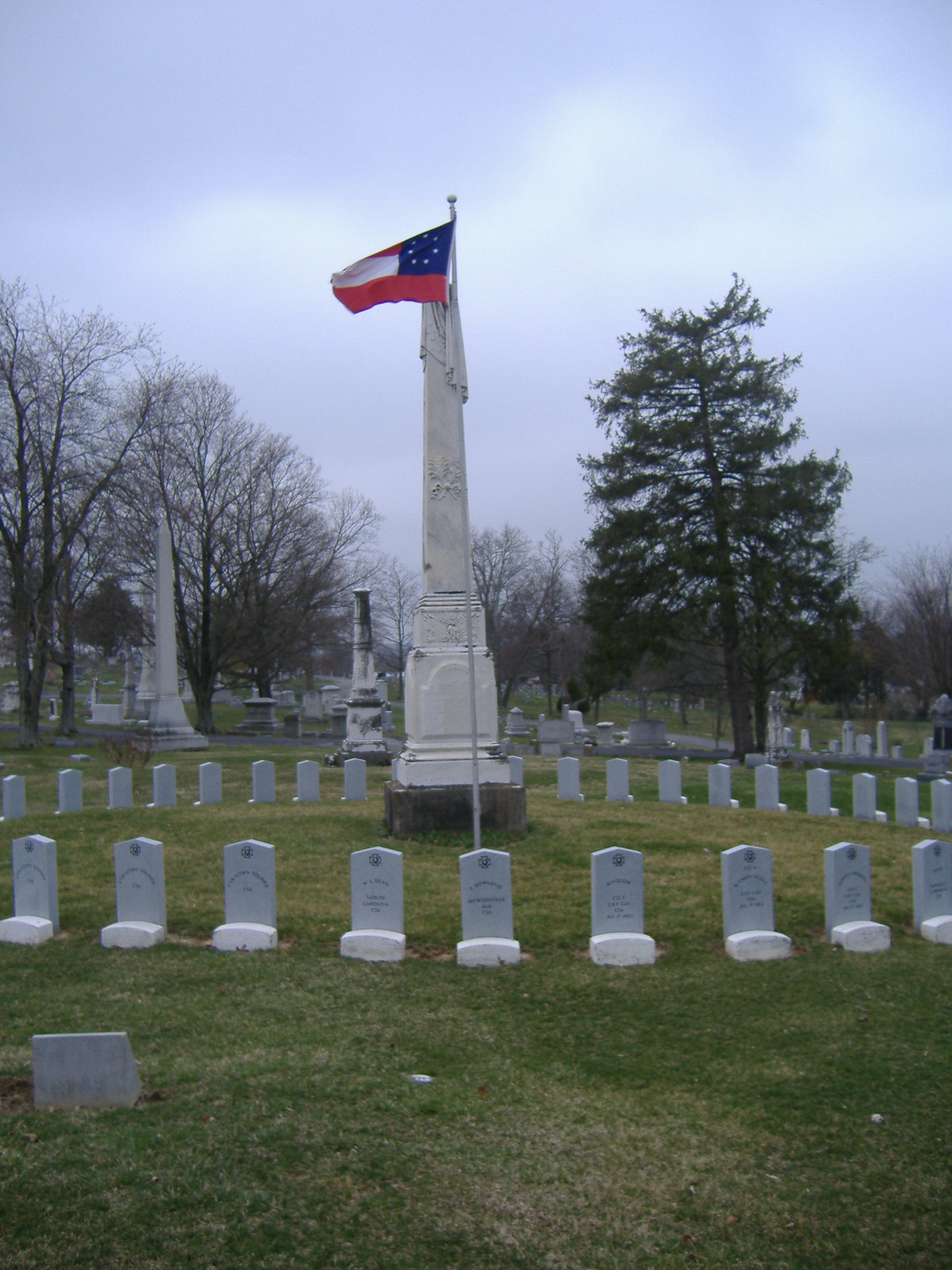
Confederate Monument in Cynthiana, gelistet im NRHP

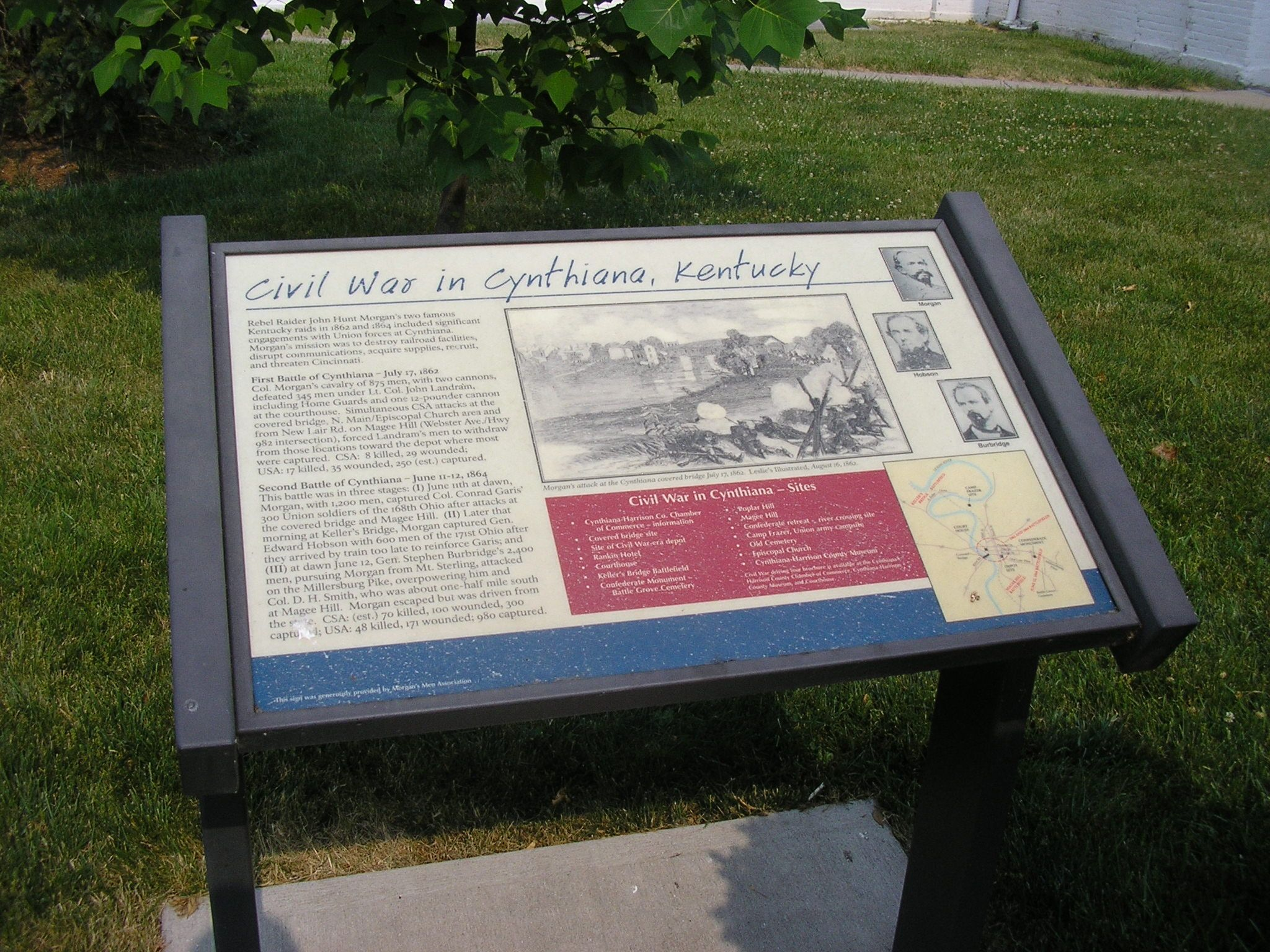
Hinweis auf die Schlacht von Cynthiana während des Sezessionskriegs (1864)

Nach der Volkszählung im Jahr 2000 lebten im Harrison County 17.983 Menschen in 7.012 Haushalten und 5.062 Familien. Die Bevölkerungsdichte betrug 22 Einwohner pro Quadratkilometer. Ethnisch betrachtet setzte sich die Bevölkerung zusammen aus 95,65 Prozent Weißen, 2,52 Prozent Afroamerikanern, 0,28 Prozent amerikanischen Ureinwohnern, 0,13 Prozent Asiaten, 0,02 Prozent Bewohnern aus dem pazifischen Inselraum und 0,63 Prozent aus anderen ethnischen Gruppen; 0,77 Prozent stammten von zwei oder mehr Ethnien ab. 1,15 Prozent der Bevölkerung waren spanischer oder lateinamerikanischer Abstammung.
Von den 7.012 Haushalten hatten 33,5 Prozent Kinder und Jugendliche unter 18 Jahre, die bei ihnen lebten. 58,0 Prozent waren verheiratete, zusammenlebende Paare, 10,3 Prozent waren allein erziehende Mütter, 27,8 Prozent waren keine Familien, 24,0 Prozent waren Singlehaushalte und in 11,2 Prozent lebten Menschen im Alter von 65 Jahren oder darüber. Die Durchschnittshaushaltsgröße betrug 2,53 und die durchschnittliche Familiengröße lag bei 2,99 Personen.
Auf das gesamte County bezogen setzte sich die Bevölkerung zusammen aus 25,0 Prozent Einwohnern unter 18 Jahren, 8,2 Prozent zwischen 18 und 24 Jahren, 29,8 Prozent zwischen 25 und 44 Jahren, 23,6 Prozent zwischen 45 und 64 Jahren und 13,4 Prozent waren 65 Jahre alt oder darüber. Das Durchschnittsalter betrug 37 Jahre. Auf 100 weibliche Personen kamen 95,0 männliche Personen. Auf 100 Frauen im Alter von 18 Jahren alt oder darüber kamen statistisch 92,5 Männer.

Das jährliche Durchschnittseinkommen eines Haushalts betrug 36.210 USD, das Durchschnittseinkommen der Familien betrug 42.065 USD. Männer hatten ein Durchschnittseinkommen von 31.045 USD, Frauen 23.268 USD. Das Prokopfeinkommen betrug 17.478 USD. 9,4 Prozent der Familien und 12,0 Prozent der Bevölkerung lebten unterhalb der Armutsgrenze. Davon waren 15,8 Prozent Kinder oder Jugendliche unter 18 Jahre und 10,7 Prozent waren Menschen über 65 Jahre.

## Orte im County
- Alberta
- Antioch
- Belmont
- Berry
- Boyd
- Breckinridge
- Broadwell
- Buena Vista
- Claysville
- Colemansville
- Colville
- Connersville
- Cynthiana
- Durbintown
- Garnett
- Hinton
- Kelat
- Lair
- Lees Lick
- Leesburg
- Oddville
- Poindexter
- Renaker
- Robinson
- Rutland
- Sunrise
- Sylvandell
- Venus